# Oinochoe
Oinochoe (gr. οἰνοχόη "vinkande") er en lerkande til servering af  vin. Den fyldes fra et kar, et krater (græsk kra'ter), hvori vin og vand blandes.